# Јагодићи: Опроштајни валцер
Јагодићи: Опроштајни валцер је српска телевизијска серија, представља трећи наставак серије Сва та равница. Сценарио је као и за други наставак Јагодића написао Ђорђе Милосављевић а режирао Мирослав Лекић.

## Радња
Бранко и Лајко одлазе у каштел на годишњи помен грофу Милану њиховом оцу. Бранко жели да прода каштел, по предлогу његове веренице. Лајко планира да отпутује у Шпанију и придружи се републиканцима у грађанском рату. Јован је и даље намћорасти нежења чији је живот испуњен болним искуствима са женама...

## Улоге
| Глумац              | Улога                    |
| ------------------- | ------------------------ |
| Дејан Луткић        | Јован Јагодић            |
| Гордан Кичић        | Бранко Јагодић           |
| Иван Босиљчић       | Лајко Јагодић            |
| Нина Јанковић       | Александра Богдановић    |
| Горица Поповић      | Марија „Маришнени”       |
| Радослав Миленковић | поручник Васић           |
| Милош Самолов       | Немања Масниковић        |
| Соња Дамјановић     | Голуба Масниковић        |
| Радоје Чупић        | Золтан                   |
| Нада Шаргин         | Љубица Петровић          |
| Марко Баћовић       | Емилијан Белопољански    |
| Дара Џокић          | Милена Богдановић        |
| Небојша Дугалић     | Мирољуб                  |
| Тамара Крцуновић    | Аида                     |
| Дејан Дедић         | Анастас „Сташа” Дрењевић |
| Тамара Алексић      | паорка Симка             |
| Андрија Кузмановић  | паор Јоцика              |
| Даница Радуловић    | паорка Винка             |
| Ненад Ћирић         | Доктор Агатон Дрењевић   |
| Дуња Корица         | Радица Масниковић        |
| Марко Грујић        | Петар                    |
| Небојша Илић        | Драгутин Фајфер          |
| Ервин Хаџимуртезић  | Томислав Богдановић      |
| Јовица Јашин        | паор Игњат               |
| Бојан Димитријевић  | Славиша                  |
| Александар Ђурица   | Мишка кер                |
| Мира Бањац          | Милунка                  |

## Епизоде
| Бр. еп. (укупно) | Бр. еп. (у сезони) | Наслов | Редитељ        | Сценариста         | Премијера          |
| --- | ------------------ | ------ | -------------- | ------------------ | ------------------ |
| 1 | 1                  |        | Мирослав Лекић | Ђорђе Милосављевић | 16. новембар 2014. |
| Прича је смештена у 1937. годину, у предвечерје великог светског сукоба чије назнаке делом наговештава и ова серија Гроф Милан није више међу живима. На годишњи помен оцу, браћа се поново срећу. Бранко се враћа из Париза а Лајко долази из Пеште. Обојица планирају кратак боравак на каштелу. Лајко онолико времена колико му треба да се одлучи да ли да се прикључи интернационалним бригадама у грађанском рату у Шпанији, а Бранко, онолико колико је неопходно да Јована наговори на продају каштела. Али, неочекивани сусрет са Александром пробудиће код њега осећања за која је веровао да више не постоје. Затечен је, збуњен и не зна шта му је даље чинити. И Јована ће збунити неочекивани сусрет са Аидом, коју није видео годинама. Оно што ће му она рећи потпуно ће га изменити. А онда ће истрага коју поручник Васић води поводом мистериозне смрти младе служавке у близини каштела још више замутити односе међу актерима, изазивајући низ необичних и неочекиваних догађаја који ће убрзо изменити животе свих њих. |                    |        |                |                    |                    |
| 2 | 2                  |        | Мирослав Лекић | Ђорђе Милосављевић | 23. новембар 2014. |
| Сусрет Јована и Аиде после седам година пун је изненађења. Сазнање да са Аидом има сина, покренуће код Јована емоције за које је веровао да не постоје. Али убрзо закључује да је све то плод Аидине уобразиље и разочаран је оним што ће чути и видети. Бранко се осећа кривим због увреда које је рекао Александри. Тражи опроштај, али наилази на отпор њене посесивне мајке која спречава сваку прилику да се њих двоје зближе. Поручник Васић и наредник Масниковић, водећи истрагу о смрти служавке, долазе до Белопољанског код кога се распитују о опроштајном писму несретне жене. |                    |        |                |                    |                    |
| 3 | 3                  |        | Мирослав Лекић | Ђорђе Милосављевић | 30. новембар 2014. |
| Аида наговара Јована да тајно присуствује њеном сусрету са Мирољубом не би ли се уверио како говори истину када каже да јој је дете отето. Бранко још увек не може да се ослободи емоција које има према Александри. Ипак, одлази да разговара са њеним мужем, Емилијаном Белопољанским, око продаје Каштела. Белопољански признаје да Каштел купује само да угоди супрузи, јер верује да би Александра тамо била срећнија него у граду. Он моли Бранка да изглади свој неспоразум са Александром. Али уместо помирења, Бранко и Александра се поново сукобљавају. Истрага коју поручник Васић води, изложиће га смртној опасности. |                    |        |                |                    |                    |
| 4 | 4                  |        | Мирослав Лекић | Ђорђе Милосављевић | 7. децембар 2014.  |
| Ранко успева да договори продају Каштела са Емилијаном Белопољанским, Када Белопољански још једном дође у разгледање, он доноси Бранку сасвим неочекивану вест. За то време, поручник Васић проналази главног осумњиченог за смрт служавке али га не хапси. Вест о продаји Каштела узнемириће његове староседеоце. Јован коначно открива истину о Аиди и њиховом, наводном сину, а још једна особа ће настрадати у водама злокобне сеоске бране. |                    |        |                |                    |                    |
| 5 | 5                  |        | Мирослав Лекић | Ђорђе Милосављевић | 14. децембар 2014. |
| Поручник Васић је убеђен да је главни осумњичени сам инсценирао своје самоубиство, како не би био изведен пред лице правде, па у том правцу и води истрагу. Александрина мајка на сваки начин жели да спречи поново зближавање Александре и Бранка али јој то не полази за руком. Александра и Бранко се тајно састају у хотелу у којем су се већ једном састајали пре седам година. Јован проналази траг који га води до Мирољуба и истине о Аидином сину. |                    |        |                |                    |                    |
| 6 | 6                  |        | Мирослав Лекић | Ђорђе Милосављевић | 21. децембар 2014. |
| Милена захтева од Александре да прекине везу са Бранком уз претњу да ће све обелоданити његовој вереници Љубици. Нешто касније, њу ће запрепастити упозорење Белопољанског да се више не меша у однос Александре са Бранком, јер јој иначе следује казна. Јован на напуштеном салашу проналази дечака који одговара опису који му је дала Аида, али јој о томе не говори ништа јер жели да се увери да је то заиста њихов син. Од ране зоре до дубоко у ноћ, каштелом одјекује писак дреша. Вршидба жита је у току. А онда ће се догодити још једна несрећа... |                    |        |                |                    |                    |
| 7 | 7                  |        | Мирослав Лекић | Ђорђе Милосављевић | 28. децембар 2014. |
| Бранкова вереница Љубица одлази у посету Александру у жељи да упозна особу на коју Бранко и после толико година стално мисли. Јован и Аида одлазе на салаш по сина Петра. Истрага коју води поручник Васић ставиће на листу осумњичених и адвоката Драгутина Фајфера који је са жртвама био у пословним односима. |                    |        |                |                    |                    |
| 8 | 8                  |        | Мирослав Лекић | Ђорђе Милосављевић | 4. јануар 2015.    |
| Бранко је одлучио да прекине своју везу са Александром и да се са Љубицом врати у Београд. У новим околностима, Александра одлучује да напусти Емилијана Белопољанског. Нема више снаге да балансира између његових жеља и уцена своје мајке. Поручник Васић проширује листу осумњичених. Јован проналази сина Петра и после много година доживљава тренутке истинске среће. А онда се дешава још један злочин... |                    |        |                |                    |                    |
| 9 | 9                  |        | Мирослав Лекић | Ђорђе Милосављевић | 11. јануар 2015.   |
| Сви житељи на каштелу Јагодића узнемирени су након вести о великој несрећи код бране. Међутим, у вили Велопољанског сасвим другачије гледају на тај немили догађај. Ствари се не развијају онако како су Милена и Сташа планирали и када им поручник Васић буде саопштио како се ствари развијају, њих двоје ће настојати да за злочин окриве Емилијана Белопољанског. |                    |        |                |                    |                    |
| 10 | 10                 |        | Мирослав Лекић | Ђорђе Милосављевић | 18. јануар 2015.   |
| У последњој епизоди дешава се низ преокрета. Браћа Бранко и Јован коначно проналазе мир и срећу са вољеним особама. Лајко, њихов полубрат, креће на пут на коме га вребају многе опасности и на чијем крају се назире нада у боље сутра. И поручника Васића чека лепша будућност. Он коначно може да одахне. Убица је савладан и сви мотиви злочина код сеоске бране су објашњени. Када су сви помислили да је све срећно завршено, са првим мраком, над каштелом Јагодића поново ће се надвити опасност. |                    |        |                |                    |                    |

## Продукција
Сценарио за серију је написао Ђорђе Милосављевић као и истоимену књигу у којој се могу сазнати догађаји који ће се догодити у овој сезони. Серија је снимана на 21 локацији, 64 дана са 51 глумцем. Продуцент серије је Гордан Кичић. Серија има десет епизода које су се емитовале на првом каналу Радио-телевизије Србије једном недељно од 16. новембра 2014. до 18. јануара 2015. године.

## Локација
Серија је снимана у Београду, Бечеју, Новом Саду, Панчеву и Кулпину.

## Занимљивости
- У серији се нису појављивали Гроф Милан Јагодић кога је играо Драган Николић и Светозар играо га је Војин Ћетковић иако су у прве две серије ти ликови били главни.[6]
- Слободу Мићаловић је у овој сезони у улози Аиде заменила глумица Тамара Крцуновић.
- Глумац Небојша Љубишић заједно са још 35 колега тужило је продуценте прошлог циклуса због неисплаћених хонорара и због тога се није појавио у овом циклусу серије. Због тога је у овом последњем циклусу извршни продуцент Гордан Кичић а извршна продукција Комбајн филм, коју је глумац раније основао како би се бавио својим кинематографским делима. Након овог трећег и последњег циклуса се тужбама придружио и Радоје Чупић.
- Глумица Даница Радуловић у прошлом циклусу је играла неименовану Паорову жену док од овог циклуса се зове Винка, а и има више глумаца у улози паора.